# بخشودگی (فیلم ۲۰۲۴)
بخشودگی یا تبرئه یا آمرزش (انگلیسی: Absolution) با نام پیشین: تبهکار (انگلیسی: Thug)، یک فیلم جنایی رازآلود و دلهره‌آور آمریکایی به کارگردانی هانس پتر مولاند با بازی لیام نیسون در نقش یک گانگستر سالخورده است.

## داستان
داستان یک گانگستر سالخورده است که در تلاش است تا دوباره با فرزندان خود ارتباط برقرار کرده و اشتباهات خود را جبران کند ولی متوجه می‌شود زندگی گانگستری دست از سر او برنمی‌دارد.

## تولید
فیلمبرداری در وینتروپ، ماساچوست، در اکتبر ۲۰۲۲ آغاز شد. فیلمبرداری نیز در اوایل همان ماه در آلستون رخ داد. فیلمبرداری نیز در نوروود، ماساچوست در نوامبر ۲۰۲۲ تمام شد.